# 菊地史彦
菊地 史彦（きくち ふみひこ、1952年 - ）は、日本のコンサルタント、文筆家。
元株式会社ケイズワーク代表取締役。元東京経済大学コミュニケーション研究科（大学院）非常勤講師。

## 経歴
東京都に生まれる。1971年東京都立井草高等学校卒業。1976年慶應義塾大学文学部哲学科（倫理学専攻）卒業。同年、筑摩書房に入社。営業部販売課勤務の後、編集部へ異動、90年の退社まで約60冊を担当。代表的な作品に、田中優子『江戸の想像力』（芸術選奨文部大臣新人賞受賞）、入江曜子『我が名はエリザベス』（第8回新田次郎文学賞受賞）、鶴岡真弓『ケルト／装飾的思考』（第1回倫雅美術奨励賞受賞）などがある。
1990年、筑摩書房退社。翌年、編集工学研究所（松岡正剛所長）に参加。企業の次世代メディア／コミュニケーション技術の受託研究、人材開発・研修の企画・運営、地方自治体の産業・文化振興策の企画、郵政・通産省の情報通信・コンテンツに関する受託研究、大学のアーカイブ設計などを担当し、1998年に退社・独立する。
1999年、ケイズワーク設立。代表取締役に就任（2024年退任）。企業のコミュニケーション、ブランディング、ナレッジマネジメントを主要分野とするプロフェッショナルサービスファームとして、コンサルティングやメディア制作業務などを行う。2003年、企業変革を支援するインナーコミュニケーションのコンセプトとして”Change Communication”を提唱し、論考「企業変革のためのコミュニケーション」 を発表。2004年には「成長戦略としてのCSR」をテーマにセミナーなどを開催。同年からメールマガジン K’s Letterに「コーポレートビジョンを訪ね歩いて」や「コミュニケーション思想の先駆者たち」を連載。2011年には、ビジネスドキュメントの発想と作成のための「ビジネスライティング」ワークショップをスタートした。
2000年、株式会社ビジネスカフェジャパン設立に参加。執行役員、会員誌Espresso編集長を務めた。2006年、株式会社ラジオカフェ設立に参加。取締役に就任。2007年よりインターFM「ラジオの街で逢いましょう」のパーソナリティを務めた。また、同年より国際大学グローバル・コミュニケーション・センター客員研究員を務め、「イノベーション行動科学プロジェクト」に参加。
2015年3月から、「論座」（後に「Web論座」）の「文化・エンタメ」欄で、時評的エッセイを執筆。
2017年より東京経済大学コミュニケーション研究科（大学院）の非常勤講師（生活文化論）を務めた（～2023年3月）。

## 著書
- 『「幸せ」の戦後史』 トランスビュー、2013年4月
- 『「若者」の時代』 トランスビュー、2015年3月。帯に「痛切な戦後史」
- 『「象徴」のいる国で』作品社、2020年12月
- 『沖縄の岸辺へ――五十年の感情史』、作品社、2022年12月
- 『逆格差論、名護市長 岸本建男と象設計集団の遺したもの』、論創社、2025年7月

## 共著
- 監修 松岡正剛『情報文化の学校』 NTT出版、1989年

## 論考
- 「企業変革のためのコミュニケーション」『Change Communication Book』Vol.1 2003年4月
- 「会社を変えるインナーコミュニケーション」“JASDAQメールマガジン”2003～04年
- 「インナーブランディングこそ競争力の源泉」『宣伝会議』2004年6月号
- 「強いチームは内側から好循環を創り出す」『PRIR』2006年2月号
- 「コンテンツからコンテクストへ」『Espresso』No.9
- 「組織と顧客」『Espresso』No.11
- 「イノベーション行動科学を考える六つの視点　その1.社会、認知、組織の視点から」『智場』No.114、2009年6月